# Doubtmusic
Doubtmusic is een Japans platenlabel voor hedendaagse en geïmproviseerde muziek van Japanse en andere musici. Het werd in 2005 opgericht en wordt geleid door Jun Numata. Musici die op het label uitkwamen zijn onder meer Otomo Yoshihide (solo of met zijn New Jazz Orchestra), Kazutoki Umezu, Kato Hideki, Makigami Koichi, Mats Gustafsson, Nasuno Mitsuru, Itaru Oki, Imai Kazuo, Keiki Midorikawa en Altered States.